# Garcinia imbertii
Garcinia imbertii là một loài thực vật có hoa trong họ Bứa. Loài này được Bourd. mô tả khoa học đầu tiên năm 1899.